# Meskhenet
Meskhenet (Mesenet, Meskhent ili Meshkent) je božica rađanja iz egipatske mitologije. Ona je poznata Egipćanima te su ju štovali od najranijih vremena svoje povijesti.

## Mitovi
Meskhenet je bila žena boga Andjetyja, kojeg neki smatraju Ozirisom. Andjety je bog rađanja u zagrobnom životu. Neki znanstvenici tvrde da je Andjety postao Oziris, pa bi u tom slučaju Meskhenet bila Izida.  U starom Egiptu, babice su koristile cigle rađanja. Zato je Meskhenet prikaziana kao ženska glava koja izviruje iz jedne takve cigle. Mogla se pretvoriti u ženu koja na glavi nosi ukras. Ona je stvorila ka, dušu, iako se tvrdi da je dušu stvorio Amon, ili Hnum, bog-ovan. Budući da je stvorila dušu, odgovorna je za sudbinu i tako je postala božica sudbine. Možda je ona stvorila dušu, ali je Hnum oblikovao dijete, lijepo ili ružno, zdravo ili bolesno. Uspoređivali su ju i sa Shaijem, bogom sudbine. Govorilo da se Amon-Ra spolno sjedinjuje s majkom kraljicom koja rađa faraona. Dok ga rađa, pomaže joj Meskhenet. Faraon se rodi lijep, zbog Hnumovog blagoslova i umijeća kojim stvara ljude.